# Wiktor Pawlowitsch Palamodow
Wiktor Pawlowitsch Palamodow, russisch Виктор Павлович Паламодов, englische Transkription Victor Pavlovich Palamodov  (* 28. März 1938 in Rybinsk) ist ein russischer Mathematiker, der sich mit Analysis befasst.
Palamodow wurde 1959 an der Lomonossow-Universität bei Georgi Jewgenjewitsch Schilow promoviert.  Danach lehrte er an der Lomonossow-Universität. Später war er an der Universität Tel Aviv.
Palamodow befasst sich unter anderem mit partiellen Differentialgleichungen, Integralgeometrie und komplexer Analysis in mehreren Variablen (Deformationen komplexer Räume).
1966 war er eingeladener Sprecher auf dem Internationalen Mathematikerkongress in Moskau.

## Schriften (Auswahl)
- Linear Differential Operators with Constant Coefficients, Grundlehren der mathematischen Wissenschaften 168, Springer 1970
- Reconstructive Integral Geometry, Birkhäuser 2004